# Shadows and Dust
Shadows and Dust – szósty album studyjny kanadyjskiego zespołu deathmetalowego Kataklysm. Wydawnictwo ukazało się 23 września 2002 roku nakładem wytwórni muzycznej Nuclear Blast. W ramach promocji do pochodzącego z płyty utworu pt. "In Shadows & Dust" został zrealizowany teledysk w reżyserii SVBell.
Nagrania zostały zarejestrowane w Victor Studio w Montrealu w czerwcu 2002 roku. Miksowanie odbyło się w Wildsound Studio w St-Zenon.

## Lista utworów
Opracowano na podstawie materiału źródłowego.
1. "In Shadows & Dust" - 02:46
2. "Beyond Salvation" - 04:10
3. "Illuminati" - 04:59
4. "Chronicles of the Damned" - 03:14
5. "Bound in Chains" - 03:24
6. "Where the Enemy Sleeps..." - 05:20
7. "Centuries (Beneath the Dark Waters)" - 05:57
8. "Face the Face of War" - 05:10
9. "Years of Enlightment / Decades in Darkness" - 05:15